# Elixir (язык программирования)
Elixir — функциональный, распределённый язык программирования общего назначения, который работает на виртуальной машине Erlang (BEAM). Построен поверх Erlang, что обеспечивает распределённость, отказоустойчивость, исполнение в режиме мягкого реального времени, метапрограммирование с макросами и полиморфизмом, реализованным через протоколы. Использует Erlang/OTP для работы с деревьями процессов.
Создан Жозе Валимом (José Valim), ранее являвшимся одним из основных разработчиков фреймворка Ruby on Rails и сооснователем компании Plataformatec. Его целью было включить более высокую расширяемость и производительность в Erlang VM, сохраняя совместимость с инструментами и экосистемой Erlang.

## Возможности
Программы компилируются в байт-код для виртуальной машины Erlang (BEAM). Каждый элемент программы является выражением, функции языка Erlang могут быть вызваны без влияния на время исполнения из-за компиляции байт-кода в Erlang и наоборот.
Метапрограммирование дает возможность прямого манипулирования абстрактным синтаксическим деревом (АСД). Полиморфизм, реализованный через механизм протоколов, которые, как и в Clojure, обеспечивают механизм диспетчеризации (не стоит путать с множественной диспетчеризацией). Параллельное программирование — без разделения ресурсов, через передачу сообщений (модель акторов). На практике упор делается на рекурсии и функциях высшего порядка вместо применения циклов, основанных на побочных эффектах. Для реализации простого параллелизма использованы механизмы Erlang с упрощённым синтаксисом (например, Task).
Реализованы ленивые вычисления и асинхронные коллекции с потоками, сопоставление с образцом.
Язык поддерживает Unicode и UTF-8-строки. Реализована поддержка документирования кода, по синтаксису напоминающая строки документации языка Python, но в формате Markdown.

## Описание языка

### Типы данных
На низком уровне Elixir использует примитивные типы, доступные в виртуальной машине Erlang. Так, список — всего лишь упорядоченный набор значений.
Elixir имеет следующие встроенные типы данных (см. также типы данных Erlang):
- Целые произвольной точности;
- Числа с плавающей запятой;
- Атомы;
- Интервальные типы (англ. ranges);
- Регулярные выражения;
- Идентификаторы процессов (PID) и портов;
- Ссылки;
- Кортежи;
- Списки;
- Отображения (англ. maps);
- Бинарные данные (англ. binaries);
- Функции.

На основе этих примитивных типов в Elixir, в частности, построены строки и структуры.

### Модули
На основе встроенных типов данных можно строить более высокоуровневые абстракции. Для построения абстракций данных в языке функционального программирования Elixir используются модули. Например, Keyword является модулем Elixir, а его реализация основана на списке кортежей, и, естественно, с Keyword можно работать и как со списком. Модули являются «чистыми» и не содержат собственного состояния, как, например, объекты в языках, использующих ООП.
Например, аналогом "строка".downcase из Ruby в Elixir будет: String.downcase("строка"). Обычно экземпляр абстракции передаётся в функции модуля как первый аргумент.
Модули содержат функции, позволяющие создать абстракцию, делать запросы, а также модифицировать её (путём создания нового экземпляра). Следует заметить, что абстракции не могут содержать скрытых данных — они прозрачны для пользователей модуля. В то же время, модули могут содержать внутренние функции (определяемые с помощью defp), которые недоступны из других модулей.

## Сравнение с Erlang
Elixir был задуман как улучшение Erlang, в частности, значительного упрощения синтаксиса. Одним из основных отличий является возможность повторного присваивания значений переменных. В Elixir не требуется завершать каждую команду точкой (по примеру Пролога), так как выражения разделяются переводом строки и точкой с запятой (;). В Elixir не требуется экспортировать функции модуля, тогда как в Erlang по умолчанию все функции недоступны из других модулей, если не упомянуты в директиве -export. Тем самым, синтаксис Elixir больше похож на синтаксис Ruby.

## Использование
Язык программирования Elixir используется для разработки веб-приложений с помощью полнофункциональной экосистемы веб-приложений Phoenix, а также HTTP-сервера Cowboy.

## Примеры
Следующие примеры могут быть запущены в оболочке iex или могут быть сохранены в файле и запущены с помощью команды elixir <имя файла>.
Пример классической программы Hello world:
```
IO
.
puts
 
"Hello World!"

```

Создание нового списка (List) на основе существующего с помощью спискового включения:
```
for
 
n
 
<-
 
[
1
,
 
2
,
 
3
,
 
4
,
 
5
],
 
rem
(
n
,
 
2
)
 
==
 
1
,
 
do
:
 
n
 
*
 
n

#=> [1, 9, 25]

```

Сопоставление с образцом:
```
[
1
,
 
a
]
 
=
 
[
1
,
 
2
]

# a = 2

{
:ok
,
 
[
hello
:
 
a
]}
 
=
 
{
:ok
,
 
[
hello
:
 
"world"
]}

# a = "world"

```

Оператор конвейера (англ. pipe):
```
"3"
 
|>
 
String
.
to_integer
()
 
|>
 
Kernel
.*
(
2
)

# 6

```

Бинарные данные и битовые строки:
```
bb
 
=
 
<<
20
,
 
19
,
 
3
>>

# <<20, 19, 3>>

<<
b1
,
 
b2
,
 
b3
>>
 
=
 
bb

# <<20, 19, 3>>

b1

# 20

<<
a
 
::
 
4
,
 
b
 
::
 
4
>>
 
=
 
<<
 
254
 
>>

# <<254>>

a

# 15

b

# 14

```

где bb — переменная с двоичными данными из трёх байт b1, b2, b3 (показан синтаксис сопоставления с образцом), а из числа 254 с помощью сопоставления с образцом выделяются в отдельные переменные a и b биты с первого по четвёртый и с пятого по восьмой.
Модули:
```
defmodule
 
Fun
 
do

  
def
 
fib
(
0
),
 
do
:
 
0

  
def
 
fib
(
1
),
 
do
:
 
1

  
def
 
fib
(
n
)
 
do
 

    
fib
(
n
-
2
)
 
+
 
fib
(
n
-
1
)
  

  
end

end

```

Порождение большого числа процессов в цикле:
```
for
 
num
 
<-
 
1
..
1000
,
 
do
:
 
spawn
 
fn
 
->
 
IO
.
puts
(
"
#{
num
 
*
 
2
}
"
)
 
end

```

Асинхронное выполнение:
```
task
 
=
 
Task
.
async
 
fn
 
->
 
perform_complex_action
()
 
end

other_action
()

Task
.
await
 
task

```

Внутреннее представление кода:
```
quote
 
do
:
 
(
k
 
=
 
1
;
 
k
 
+
 
2
)
    
# в результате даёт

{
:__block__
,
 
[],

 
[{
:=
,
 
[],
 
[{
:k
,
 
[],
 
Elixir
},
 
1
]},

  
{
:+
,
 
[
context
:
 
Elixir
,
 
import
:
 
Kernel
],
 
[{
:k
,
 
[],
 
Elixir
},
 
2
]}]}

```

## Инструментарий
Для работы с проектами на Elixir: создания новых, управления зависимостями, компиляции, тестирования, запуска на выполнение — имеется утилита автоматизации (англ. build tool) под названием Mix. Например, команда mix new myproject создаёт новый проект по шаблону, в результате чего появляется каталог проекта (версия Mix 1.1.1):
```
myproject/
├── config
│   └── config.exs
├── .gitignore
├── lib
│   └── myproject.ex
├── mix.exs
├── README.md
└── test
    ├── myproject_test.exs
    └── test_helper.exs
```

Где config содержит конфигурацию приложения, lib — исходный код, tests — тесты, mix.exs — конфигурацию проекта.